# Promozione Emilia-Romagna 1973-1974
Nella stagione 1973-1974 la Promozione era il quinto livello del calcio italiano (il massimo livello regionale). Qui vi sono le statistiche relative al campionato in Emilia-Romagna e provincia di Mantova aggregata, mentre la Provincia di Piacenza era stata ceduta al Direttorio Regionale Lombardo nel 1927.
Il campionato è strutturato in vari gironi all'italiana su base regionale, gestiti dai Comitati Regionali di competenza. Promozioni alla categoria superiore e retrocessioni in quella inferiore non erano sempre omogenee; erano quantificate all'inizio del campionato dal Comitato Regionale secondo le direttive stabilite dalla Lega Nazionale Dilettanti, ma flessibili, in relazione al numero delle società retrocesse dal Campionato Interregionale e perciò, a seconda delle varie situazioni regionali, la fine del campionato poteva avere degli spareggi sia di promozione che di retrocessione.

## Girone A

### Squadre partecipanti
| Squadra                | Città (provincia)              |
| ---------------------- | ------------------------------ |
| U.S. Alfonsine         | Alfonsine (RA)                 |
| U.S. Altedo            | Altedo (BO)                    |
| S.P. Argentana         | Argenta (FE)                   |
| A.G.C.. Budrio         | Budrio (BO)                    |
| S.S. Casalecchio       | Casalecchio di Reno (BO)       |
| A.S. Cervia            | Cervia (RA)                    |
| U.S. Codigorese        | Codigoro (FE)                  |
| C.A. Faenza Sez.Calcio | Faenza (RA)                    |
| F.C. Misano            | Misano Adriatico (FO)          |
| Pol. Morciano          | Morciano di Romagna (FO)       |
| A.S. Oransoda Minerbio | Minerbio (BO)                  |
| S.C. Progresso         | Castel Maggiore (BO)           |
| U.S. Russi             | Russi (RA)                     |
| San Marino Calcio      | Repubblica di San Marino (RSM) |
| A.S. Santarcangiolese  | Santarcangelo di Romagna (FO)  |
| F.C. Savena            | San Lazzaro di Savena (BO)     |
| S.S. Savignanese       | Savignano sul Rubicone (FO)    |

### Classifica finale
|  | Pos. | Squadra           | Pt | G  | V  | N  | P  | GF | GS | DR  |
|  | ---- | ----------------- | -- | -- | -- | -- | -- | -- | -- | --- |
|  | 1.   | Russi             | 47 | 32 | 19 | 9  | 4  | 55 | 26 | +29 |
|  | 2.   | Cervia            | 46 | 32 | 18 | 10 | 4  | 56 | 22 | +34 |
|  | 3.   | Budrio            | 42 | 32 | 13 | 16 | 3  | 41 | 18 | +23 |
|  | 4.   | Oransoda Minerbio | 40 | 32 | 12 | 16 | 4  | 34 | 18 | +16 |
|  | 5.   | Savena            | 36 | 32 | 11 | 14 | 7  | 39 | 33 | +6  |
|  | 6.   | San Marino        | 34 | 32 | 10 | 14 | 8  | 40 | 40 | 0   |
|  | 7.   | Savignanese       | 32 | 32 | 11 | 10 | 11 | 36 | 40 | -4  |
|  | 7.   | Alfonsine         | 32 | 32 | 8  | 16 | 8  | 28 | 32 | -4  |
|  | 9.   | Progresso         | 31 | 32 | 10 | 11 | 11 | 35 | 34 | +1  |
|  | 10.  | Casalecchio       | 30 | 32 | 7  | 16 | 9  | 30 | 27 | +3  |
|  | 11.  | Santarcangiolese  | 29 | 32 | 10 | 9  | 13 | 32 | 36 | -4  |
|  | 11.  | Altedo            | 29 | 32 | 7  | 15 | 10 | 46 | 42 | +4  |
|  | 13.  | Faenza            | 28 | 32 | 9  | 10 | 13 | 31 | 42 | -11 |
|  | 13.  | Argentana         | 28 | 32 | 6  | 16 | 10 | 30 | 38 | -8  |
|  | 15.  | Misano            | 27 | 32 | 7  | 13 | 12 | 29 | 47 | -18 |
|  | 16.  | Codigorese        | 18 | 32 | 2  | 14 | 16 | 28 | 51 | -23 |
|  | 17.  | Morciano          | 15 | 32 | 4  | 7  | 21 | 17 | 61 | -44 |

Legenda:

      Promosso in Serie D 1974-1975.
      Retrocesso in Prima Categoria 1974-1975.
Note:

Due punti a vittoria, uno a pareggio, zero a sconfitta.
Pari merito per le squadre non in zona promozione e retrocessione.
Differenza reti in caso di pari merito in zona retrocessione.

## Girone B

### Squadre partecipanti
| Squadra                              | Città (provincia)          |
| ------------------------------------ | -------------------------- |
| F.C. Audax Valtarese                 | Borgo Val di Taro (PR)     |
| A.C. Correggese                      | Correggio (RE)             |
| Pol. Assicurazioni Unipol Crevalcore | Crevalcore (BO)            |
| F.C. Finale                          | Finale Emilia (MO)         |
| G.S. Fortitudo Fidenza               | Fidenza (PR)               |
| A.S. Guastalla                       | Guastalla (RE)             |
| G.S. Industrie Felino                | Felino (PR)                |
| A.S. Langhiranese                    | Langhirano (PR)            |
| U.S. Mirandolese                     | Mirandola (MO)             |
| Ostiglia F.B.C.                      | Ostiglia (MN)              |
| Pol. Pro Patria San Felice           | San Felice sul Panaro (MO) |
| U.S. Reggiolo                        | Reggiolo (RE)              |
| U.S. Rubierese                       | Rubiera (RE)               |
| U.S. Salsotabiano                    | Salsomaggiore (PR)         |
| A.C. San Secondo                     | San Secondo Parmense (PR)  |
| Sant’Ilario S.C.                     | Sant'Ilario d'Enza (RE)    |
| U.S. Sassuolo                        | Sassuolo (MO)              |

### Classifica finale
|  | Pos. | Squadra               | Pt | G  | V  | N  | P  | GF | GS | DR  |
|  | ---- | --------------------- | -- | -- | -- | -- | -- | -- | -- | --- |
|  | 1.   | Industrie Felino      | 45 | 32 | 16 | 13 | 3  | 50 | 20 | +30 |
|  | 2.   | Mirandolese           | 43 | 32 | 16 | 11 | 5  | 36 | 18 | +18 |
|  | 3.   | Pro Patria San Felice | 40 | 32 | 12 | 16 | 4  | 31 | 18 | +13 |
|  | 4.   | San Secondo           | 38 | 32 | 12 | 14 | 6  | 38 | 29 | +9  |
|  | 5.   | Fortitudo Fidenza     | 35 | 32 | 11 | 13 | 8  | 37 | 23 | +14 |
|  | 5.   | Sassuolo              | 35 | 32 | 12 | 11 | 9  | 33 | 32 | +1  |
|  | 5.   | Reggiolo              | 35 | 32 | 11 | 13 | 8  | 35 | 26 | +9  |
|  | 8.   | Guastalla             | 33 | 32 | 9  | 15 | 8  | 31 | 25 | +6  |
|  | 8.   | Finale                | 33 | 32 | 11 | 11 | 10 | 37 | 41 | -4  |
|  | 10.  | Audax Valtarese       | 32 | 32 | 8  | 16 | 8  | 40 | 39 | +1  |
|  | 11.  | Correggese            | 30 | 32 | 7  | 16 | 9  | 35 | 42 | -7  |
|  | 12.  | Rubierese             | 27 | 32 | 7  | 13 | 12 | 25 | 30 | -5  |
|  | 12.  | Crevalcore            | 27 | 32 | 8  | 11 | 13 | 22 | 34 | -12 |
|  | 12.  | Langhiranese          | 27 | 32 | 7  | 13 | 12 | 21 | 35 | -14 |
|  | 15.  | Ostiglia              | 26 | 32 | 8  | 10 | 14 | 33 | 38 | -5  |
|  | 16.  | Salsotabiano          | 25 | 32 | 5  | 15 | 12 | 21 | 32 | -11 |
|  | 17.  | Sant’Ilario           | 13 | 32 | 2  | 9  | 21 | 16 | 59 | -43 |

Legenda:

      Promosso in Serie D 1974-1975.
      Retrocesso in Prima Categoria 1974-1975.
Note:

Due punti a vittoria, uno a pareggio, zero a sconfitta.
Pari merito per le squadre non in zona promozione e retrocessione.
Differenza reti in caso di pari merito in zona retrocessione.